# Sender Feldberg
Der Sender Feldberg ist ein im Jahr 2003 in Betrieb genommener, 82 Meter hoher Fernsehturm in der Nähe des Feldberggipfels.
Sein 45 Meter hoher Vorgängerbau, der von 1955 bis 2003 in Betrieb war, steht auf dem benachbarten Seebuck und wird seit seiner Außerbetriebnahme als Aussichtsplattform genutzt.

## Geschichte
Der Feldberg im Schwarzwald wird seit den 1950er-Jahren als Standort für Grundnetzsender des Hörfunks (UKW-Rundfunk, später DAB) und das Fernsehen genutzt. Hierzu errichtete der damalige Südwestfunk bei 47° 51′ 52″ N, 8° 1′ 20″ O am Seebuck einen 45 m hohen Fernsehturm mit einer Aussichtsplattform in 36 Metern Höhe. Sein Kanzeldurchmesser beträgt 9,1 m. Am 20. Dezember 1955 nahm er den Sendebetrieb auf.
Allerdings genügte dieser Fernsehturm nicht mehr den funktechnischen Anforderungen im neuen Jahrtausend und so wurde er vom SWR durch einen neuen 82 Meter hohen Stahlbetonturm ohne Aussichtsplattform bei 47° 52′ 25″ N, 8° 0′ 15″ O auf dem Feldberggipfel ersetzt (Inbetriebnahme Sommer 2003), nachdem die US Army ihre Richtfunkanlage an dieser Stelle aufgegeben hatte. Die Gemeinde wehrte sich erfolgreich gegen den Abriss des alten Sendeturms, der (ohne Antenne) als Aussichtsturm genutzt wird und seit Juli 2013 ein Museum für Schwarzwälder Schinken beherbergt. Zudem wird der 11. Stock des Turms als Raum für standesamtliche Hochzeiten genutzt. Der alte Fernsehturm trägt heute den Namen Feldbergturm.

## Frequenzen und Programme

### Analoges Radio (UKW)
Durch seine hohe Lage versorgt der Feldberg ganz Südbaden und einige Teile der Region Sigmaringen, Reutlingen und Tübingen. Zu empfangen ist er sogar in höheren Lagen von Stuttgart sowie im Ausland, wie z. B. in der Schweiz bis hin ins Berner Oberland oder in Frankreich.
| Frequenz (MHz) | Programm               | RDS PS   | RDS PI | Regionalisierung  | ERP (kW) | Richtcharakteristik rund (ND)/gerichtet (D) | Polarisation horizontal (H)/vertikal (V) |
| -------------- | ---------------------- | -------- | ------ | ----------------- | -------- | ------------------------------------------- | ---------------------------------------- |
| 89,8           | SWR1 Baden-Württemberg | SWR1_BW_ | D301   | –                 | 5        | ND                                          | H                                        |
| 93,8           | SWR3                   | __SWR3__ | D3A3   | Baden/Kurpfalz    | 5        | ND                                          | H                                        |
| 97,9           | SWR Kultur             | SWR_Kult | D3A2   | Baden-Württemberg | 5        | ND                                          | H                                        |
| 104,0          | SWR4 Baden-Württemberg | SWR4_FR_ | DB04   | Radio Südbaden    | 5        | ND                                          | H                                        |

### Digitales Radio (DAB)
Ab 1. Januar 2012 strahlt der SWR seine Programme mit DAB, auf Kanal 8D mit 10 kW ERP, aus.
Bis zu diesem Zeitpunkt wurden auf Kanal 12B mit 500 Watt ERP die DAB-Programme von Digital Radio Südwest ausgestrahlt.
| Block                       | Programme (Datendienste) | ERP (kW) | Antennen- diagramm rund (ND), gerichtet (D) | Polarisation horizontal (H)/ vertikal (V) | Gleichwellennetz (SFN) |
| --------------------------- | --- | -------- | ------------------------------------------- | ----------------------------------------- | --- |
| 5C DRDeutschland (D__00188) | DAB+ Block der Media Broadcast: - Absolut relax (72 kbps) - Dlf (104 kbps) - Dlf Kultur (112 kbps) - Dlf Nova (104 kbps) - DRadio DokDeb (48 kbps) - Energy Digital (72 kbps) - ERF Plus (64 kbps) - Klassik Radio (72 kbps) - Radio Bob (72 kbps) - Radio Horeb (48 kbps) - Radio Schlagerparadies (64 kbps) - Schwarzwaldradio (64 kbps) - sunshine live (72 kbps) - DRadio Daten (32 kbps Daten) - EPG Deutschland (16 kbps Daten) - TPEG (16 kbps Daten) - TPEG_MM (16 kbps Daten) | 3        | D                                           | H                                         | - Baden-Württemberg: Aalen, Baden-Baden (Fremersberg), Bad Mergentheim, Blauen, Brandenkopf, Donaueschingen, Feldberg im Schwarzwald, Freiburg (Vogtsburg-Totenkopf), Geislingen (Oberböhringen), Großerlach (Hohe Brach), Heidelberg (Königstuhl), Heilbronn (Schweinsberg), Hochrhein (Rickenbach), Hornisgrinde, Pforzheim (Schömberg-Langenbrand), Raichberg, Ravensburg (Höchsten), Reutlingen, Stuttgart (Frauenkopf), Ulm (Kuhberg) - Bayern: Amberg (Hirschau), Aschaffenburg (Pfaffenberg), Augsburg (Hotelturm), Bad Tölz (Gaißach), Bamberg (Geisberg), Büttelberg, Brotjacklriegel, Dillberg, Grünten, Herzogstand, Hochberg (Traunstein), Hoher Bogen, Inntal (Ebbs), Ingolstadt (Gelbelsee), Kreuzberg/Rhön, Landshut (Altdorf), München (Olympiaturm), Nennslingen (Büchelberg), Nürnberg, Oberammergau, Ochsenkopf, Passau, Pfänder, Pfaffenhofen, Pfarrkirchen, Pfronten, Regensburg (Hohe Linie), Unterringingen, Untersberg, Wendelstein (Bayrischzell), Würzburg (Frankenwarte) - Berlin: Berlin (Alexanderplatz), Berlin (Scholzplatz) - Brandenburg: Bad Belzig, Booßen, Brandenburg/Havel, Calau, Casekow, Cottbus, Eisenhüttenstadt, Petkus, Pritzwalk, Templin - Bremen: Bremen (Walle), Bremerhaven-Schiffdorf - Hamburg: Hamburg (Moorfleet), Hamburg (Heinrich-Hertz-Turm) - Hessen: Bad Hersfeld (Rimberg), Biedenkopf (Sackpfeife), Fulda (Hummelskopf), Frankfurt (Europaturm), Gelnhausen (Schnepfenkopf), Gießen (Dünsberg), Großer Feldberg, Hardberg, Hohe Wurzel, Hoher Meißner, Kassel (Habichtswald), Mainz-Kastel - Mecklenburg-Vorpommern: Garz (Rügen), Güstrow, Malchin, Neubrandenburg-Süd, Rostock (Toitenwinkel), Röbel, Schwerin (Zippendorf-Gr.Dreesch), Torgelow, Wismar/Rüggow, Züssow - Niedersachsen: Aurich-Popens, Braunschweig (Broitzem), Braunschweig (Drachenberg), Cuxhaven-Stadt, Dannenberg, Göttingen (Bovenden-Osterberg), Hannover (Telemax), Lingen, Lüneburg-Neu Wendhausen, Molbergen-Peheim, Osnabrück (Bramsche-Schleptruper Egge), Hildesheim (Sibbesse), Steinkimmen, Uelzen, Visselhövede, Wilhelmshaven - Nordrhein-Westfalen: Aachen (Karlshöhe), Bielefeld (Hünenburg), Bonn (Venusberg), Dortmund (Florianturm), Düsseldorf (Rheinturm), Eggegebirge, Herscheid, Hochsauerland (Hunau), Hürtgenwald-Großhau, Köln (Colonius), Langenberg, Lügde-Rischenau (Köterberg), Minden (Jakobsberg), Münster (Fernmeldeturm), Schöppingen, Siegen-Süd, Wesel - Rheinland-Pfalz: Bad Kreuznach (Schanzenkopf), Bad Marienberg (Westerwald), Bornberg, Daun (Eifel), Edenkoben (Kalmit), Heckenbach-Schöneberg (Ahrweiler), Idar-Oberstein, Kaiserslautern, Kettrichhof, Koblenz (Kühkopf), Trier (Petrisberg) - Saarland: Merzig-Merchingen, Saarbrücken (Schoksberg) - Sachsen: Chemnitz, Dresden, Geyer, Leipzig, Löbau, Neustadt, Oschatz, Schöneck, Zwickau Ost - Sachsen-Anhalt: Brocken, Burg, Dequede, Petersberg, Pettstädt (Weißenfels), Schneidlingen, Wittenberg - Schleswig-Holstein: Bungsberg, Flensburg, Heide, Helgoland, Hennstedt, Kiel (Kronshagen), Lübeck (Stockelsdorf), Schleswig, Niebüll (Süderlügum), Westerland (Sylt) - Thüringen: Bleßberg (Sonneberg), Erfurt-Hochheim, Gera, Inselsberg, Jena (Oßmaritz), Kulpenberg, Saalfeld (Remda), Lobenstein (Sieglitzberg), Weimar (Ettersberg) |
| 8D SWR BW S (D__00235)      | DAB+ Block des SWR - SWR1 BW (112 kbps) - SWR Kultur (128 kbps) - SWR3 (Rheinland bis Bodensee) (112 kbps) - SWR4 FN (Studio Friedrichshafen) (112 kbps) - SWR4 FR (Südbaden) (112 kbps) - SWR4 S (Studio Stuttgart) (112 kbps) - SWR4 TU (Studio Tübingen) (112 kbps) - SWR4 UL (Studio Ulm) (112 kbps) - SWR Aktuell (72 kbps) - DASDING (112 kbps) - EPG (24 kbps) - TPEG (16 kbps)                                                                                                 | 10       | D                                           | H                                         | Bad Urach, Baiersbronn, Blauen, Brandenkopf, Eggberg (Bad Säckingen), Elzach Elztal, Eyachtal (Albstadt-Ebingen), Feldberg im Schwarzwald, Freiburg (Schönberg), Hornisgrinde, Raichberg, Reutlingen (Scheibengipfel), Reifersberg, Schramberg, Rottweil (Deilingen), Schutterlindenberg, Sigmaringen, Ulm/Kuhberg, Villingen-Schwenningen, Wannenberg, Witthoh |

### Ehemaliges analoges Fernsehen
Bis zur Umstellung auf DVB-T wurden folgende Programme in analogem PAL gesendet:
| Kanal | Frequenz (MHz) | Programm        | ERP (kW) | Sendediagramm rund (ND)/ gerichtet (D) | Polarisation horizontal (H)/ vertikal (V) |
| ----- | -------------- | --------------- | -------- | -------------------------------------- | ----------------------------------------- |
| 8     | 196,25         | Das Erste (SWR) | 100      | ND                                     | H                                         |

### Amateurfunk
Der DARC Titisee betreibt auf dem Fernmeldeturm das Amateurfunkrelais DB0FB. Das Sprechfunkrelais arbeitet im 70-cm-Band.